# Никольское (муниципальный округ Шаховская)
Никольское — село в городском округе Шаховская Московской области.

## Население
| 1859 | 1926 | 2002 | 2006 | 2010 |
| ---- | ---- | ---- | ---- | ---- |
| 519  | ↗523 | ↘156 | ↘151 | ↗169 |

 2021 1009

## География
Село расположено в южной части округа, примерно в 21 км к югу от райцентра Шаховская, у одного из истоков малой реки Жаровни, (правый приток Рузы), высота центра над уровнем моря 251 м. Ближайшие населённые пункты — Дунилово на северо-востоке, Фалилеево на юго-западе и Куркино на севере.
В селе находится автобусная остановка «Никольское-Дунилово», автобусы следуют до Шаховской.

## Исторические сведения
В XVII веке Никольское было присёлком дворцового села Ярополец. Около 1673 года здесь была построена деревянная церковь Николая Чудотворца. В то время в Никольском было 16 дворов пашенных крестьян.
В 1684 году село Ярополец вместе с присёлками Никольским и Бегуновым было пожаловано Петру Дорофеевичу Дорошенко, который отдал присёлки через 4 года в приданое за дочерью Марьей стольнику Ивану Михайловичу Головину. Его сын, Иван Иванович, владевший ими в 1715—1739 годах, построил церковь в 1722 году заново «по случаю ветхости».
В 1769 году Никольское — село Хованского стана Волоколамского уезда Московской губернии в составе большого владения коллежского советника Владимира Федоровича Шереметева. В селе 37 дворов и 198 душ.
В конце XVIII века была построена каменная Никольская церковь, разрушенная в середине XX века.
В середине XIX века село относилось к 1-му стану Волоколамского уезда и принадлежало полковнику Федору Иевлевичу Стерлигову. В селе было 76 дворов, крестьян 260 душ мужского пола и 253 души женского.
В «Списке населённых мест» 1862 года Никольское (Головинское) — владельческое село 1-го стана Волоколамского уезда Московской губернии по правую сторону Московского тракта, шедшего от границы Зубцовского уезда на город Волоколамск, в 40 верстах от уездного города, при речках Гулинке и Лучиновке, с 76 дворами, православной церковью и 519 жителями (240 мужчин, 279 женщин).
В 1886 году в Никольском — 67 дворов, 517 жителей, церковь и кирпичный завод.
По данным на 1890 год село входило в состав Серединской волости, число душ мужского пола составляло 174 человека.
В 1913 году в селе 75 дворов, земское училище, казенная винная лавка и владельческая усадьба А. П. Андреева с лесопильным заводом.
По материалам Всесоюзной переписи населения 1926 года — центр Никольского сельсовета, проживало 523 человека (233 мужчины, 290 женщин), насчитывалось 109 хозяйств (из них 107 крестьянских), имелись школа и изба-читальня.
С 1929 года — населённый пункт в составе Шаховского района Московской области, центр Николо-Дуниловского сельсовета.
1994—2006 гг. — село Косиловского сельского округа Шаховского района.
2006—2015 гг. — село сельского поселения Серединское Шаховского района.
2015 г. — н. в. — село городского округа Шаховская Московской области.